# Carline Muir
Carline Muir (* 1. Oktober 1987 in Spanish Town, Jamaika) ist eine ehemalige kanadische Leichtathletin, die im Sprint antrat und sich auf die 400-Meter-Distanz spezialisiert hat.

## Sportliche Laufbahn
Erste internationale Erfahrungen sammelte Carline Muir im Jahr 2003, als sie bei den Jugendweltmeisterschaften im kanadischen Sherbrooke mit 24,67 s im Halbfinale im 200-Meter-Lauf ausschied und mit der Sprintstaffel (1000 Meter) in 2:09,03 min den vierten Platz belegte. Im Jahr darauf schied sie bei den Juniorenweltmeisterschaften in Grosseto mit 24,55 s erneut im Halbfinale über 200 Meter aus und kam mit 55,15 s nicht über die Vorrunde über 400 Meter hinaus. Zudem verpasste sie mit der 4-mal-100-Meter-Staffel mit 45,23 s den Finaleinzug. 2005 schied sie bei den Panamerikanischen Juniorenmeisterschaften in Windsor mit 24,20 s im Vorlauf über 200 Meter aus und gewann im 400-Meter-Lauf in 52,38 s die Silbermedaille. Im Jahr darauf schied sie bei den Juniorenweltmeisterschaften in Peking mit 53,37 s im Semifinale über 400 Meter aus und verpasste mit der 4-mal-100- und 4-mal-400-Meter-Staffel jeweils den Finaleinzug. 2007 schied sie bei den Panamerikanischen Spielen in Rio de Janeiro mit 53,25 s in der Vorrunde über 400 Meter aus und belegte mit der 4-mal-400-Meter-Staffel in 3:32,37 min den sechsten Platz. 2008 nahm sie über 400 Meter an den Olympischen Sommerspielen in Peking teil und schied dort mit 52,37 s im Halbfinale aus.
2009 gewann sie bei der Sommer-Universiade in Belgrad in 52,07 s die Bronzemedaille über 400 Meter hinter der Senegalesin Fatou Bintou Fall und ihrer Landsfrau Esther Akinsulie und siegte mit der 4-mal-400-Meter-Staffel in 3:33,09 min. Anschließend verpasste sie mit der Staffel bei den Weltmeisterschaften in Berlin mit 3:29,17 min den Finaleinzug. Im Jahr darauf belegte sie bei den Commonwealth Games in Neu-Delhi in 52,43 s den sechsten Platz über 400 Meter und gewann mit der Staffel in 3:30,20 min gemeinsam mit Amonn Nelson, Adrienne Power und Vicki Tolton die Bronzemedaille hinter den Teams aus Indien und England, nachdem die nigerianische Mannschaft nachträglich wegen eines Dopingverstoßes disqualifiziert worden war. Nach mehreren wenig erfolgreichen Jahren belegte sie bei den IAAF World Relays 2014 in Nassau in 3:32,58 min den dritten Platz im B-Lauf der 4-mal-400-Meter-Staffel. Bei den IAAF World Relays 2015 ebendort belegte sie in 3:29,65 min den sechsten Platz im A-Lauf und im August schied sie bei den Weltmeisterschaften in Peking mit 52,31 s im Halbfinale über 400 Meter aus und belegte mit der Staffel in 3:27,69 min den siebten Platz. Im Jahr darauf schied sie bei den Olympischen Sommerspielen in Rio de Janeiro mit 51,11 s im Semifinale im Einzelbewerb aus und belegte im Staffelbewerb in 3:26,43 min den vierten Platz. Bei den IAAF World Relays 2017 in Nassau belegte sie in 3:35,07 min den zweiten Platz im B-Lauf der 4-mal-400-Meter-Staffel und im August schied sie bei den Weltmeisterschaften in London mit 52,70 s in der ersten Runde über 400 Meter aus. Zudem verpasste sie mit der Staffel mit 3:28,47 min den Finaleinzug. 2021 bestritt sie ihre letzte Wettkampfsaison und beendete daraufhin ihre aktive sportliche Karriere im Alter von 33 Jahren.
In den Jahren 2008 und 2010 sowie von 2014 bis 2016 wurde Muir kanadische Meisterin im 400-Meter-Lauf.

## Persönliche Bestleistungen
- 400 Meter: 51,05 s, 23. Juni 2016 in Madrid
  - 400 Meter (Halle): 53,34 s, 23. Januar 2010 in Fayetteville